# Dhol

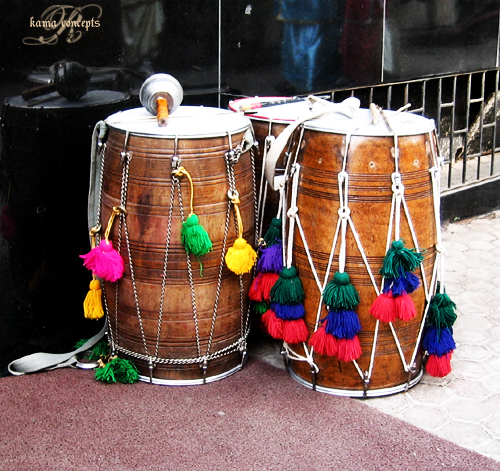
Zwei dhol

Dhol (von persisch duhul oder duhal, „Trommel“) ist eine Gruppe von ursprünglich aus Zentralasien stammenden, zweifelligen Röhrentrommeln, die in der indischen Volksmusik gespielt werden. Traditionell wird eine nahezu zylindrische dhol als Rhythmusinstrument in der Bhangra-Musik des Punjab verwendet sowie in den ostindischen Bundesstaaten Bihar und Westbengalen im Tanztheater Chhau und beispielsweise eine bauchigere Form in Uttar Pradesh.
Dhol heißt ferner eine zweifellige Zylindertrommel in Armenien.

## Herkunft
Ein anderer Trommeltyp, die mit nur einem Fell bespannte Kesseltrommel nagara, wurde bereits im 16. Jahrhundert im Osmanischen Reich, bei den Safawiden und im Mogulreich im Krieg verwendet, um den Aufmarsch des Heeres zu begleiten. Später wurden dhol von Ausrufern benutzt, die mit der ausgesprochen lauten Trommel die Bewohner der Dörfer zusammentrommelten, wenn sie Nachrichten zu verkünden hatten.

## Bauform
Der Korpus besteht aus einem etwa 30 bis 70 Zentimeter langen, bauchigen, ausgehöhlten Stück Hartholz dessen beide Öffnungen mit Fellen bespannt sind. Traditionell werden Ziegenfelle verwendet, die mit einer langen Schnur am Korpus festgemacht werden. Wie bei vielen indischen Doppelfell-Trommeln weisen die beiden Felle unterschiedliche Tonhöhen auf. Erreicht wird das durch unterschiedliche Durchmesser und Fellstärken. So misst die Öffnung für den höheren Klang zwischen 30 und 35 cm, jene für den tieferen ist ein wenig größer, und das Trommelfell für den tieferen Klang ist etwas dicker. Zusätzlich kann die Spannung der Felle mit Hilfe der Schnur (heutzutage manchmal auch Metallklammern), mit denen sie befestigt sind, verändert werden, was dem Musiker weitere Möglichkeiten zur Anpassung des Klanges gibt. Die Trommel ähnelt der etwas kleineren dholak und der dholki, weist aber bei einer vergleichbaren Länge einen größeren Durchmesser auf, was ihr einem tieferen und volleren Basston verleiht. Gespielt wird die dhol gewöhnlich mit zwei Stöcken, je einem für jedes Fell. Der Stock für das dickere, tiefer klingende Fell ist ein wenig stärker (rund 1 cm) als der zweite und am Ende zu einem Viertelkreis gebogen. Der dünnere Stock für die höheren Töne ist gerade und biegsam. Zum Spielen trägt der Musiker die Trommel an einem um den Nacken gelegten Gurt. Oft ist das Holz des Korpus mit Schnitzereien oder Malereien verziert.

## Spielweise
Dhol-Spieler treten bei Hochzeiten und anderen Festen auf. Ein Ensemble aus mehreren dhol und einer oder mehreren flachen Kesseltrommeln tasha gehört zur Begleitung von muslimischen Zeremonien im Monat Muharram und vor allem in Maharashtra zum hinduistischen Jahresfest Ganesh Chaturthi.
In der Region Garhwal im Bundesstaat Uttarakhand wird die dhol stets zusammen mit der kleineren Kesseltrommel damau gespielt. Als Melodieinstrument kommt dort bei Hochzeiten noch die Sackpfeife mashak hinzu.
Die dhol (oder dholak) ist unverzichtbarer Bestandteil von Bhangra-Vorführungen und bei Aufnahmen im Tonstudio, häufig zusammen mit dem zangenartigen Schlagidiophon chimta. Bei kleineren Tanzveranstaltungen wird auch Musik von Tonträgern abgespielt. In den 1980er Jahren kamen elektronische Musikinstrumente hinzu. Die dhol wurde durch die Bhangra-Musik über den Punjab hinaus in ganz Indien und in Großbritannien populär. 
In der Qawwali-Musik wird eine ähnliche, aber kleinere Trommel als dhol bezeichnet. Diese dhol wird anstatt der bayan, der größeren der beiden Trommeln der tabla, mit der kleineren, der eigentlichen tabla verwendet.
In Afghanistan heißt das Instrument dohol und wird in der Volksmusik zusammen mit der sorna, einem Doppelrohrblattinstrument gespielt. Ein fester Stock schlägt die obere, ein flexibler Stock die untere Seite. 
In Armenien gibt es eine ebenfalls dhol genannte Zylindertrommel. Ihr Korpus ist 30 bis 35 Zentimeter lang bei einem Durchmesser von 35 bis 50 Zentimetern. Von den beiden gleich großen Membranen aus Ziegenhaut ist eine dicker und produziert einen tieferen Ton als die andere. Geschlagen werden beide Membrane mit ebenfalls unterschiedlich starken Holzstöcken oder mit Händen auf der einen und einem Stock auf der anderen Membran. Die armenische dhol kommt in Volksmusikensembles zur Begleitung von Tänzen, besonders bei Hochzeiten und Beerdigungen zum Einsatz. Namensverwandt ist auch die georgische Zylindertrommel doli.